# Кочкома (приток Выга)
Кочкома — река в России, протекает по территории Идельского сельского поселения Сегежского района Сегежского района Республики Карелии. Длина реки — 19 км, площадь водосборного бассейна — 137 км².
Река берёт начало из Сюньдьозера на высоте 81,6 м над уровнем моря.
Изначально течёт преимущественно в южном направлении. Далее, протекая Кяльгозеро (с притоком из озера Тонкого) и Кочкомозеро, Кочкома устремляется на северо-запад.
Река в общей сложности имеет 15 притоков суммарной длиной 26 км.
Втекает на высоте 60,2 м над уровнем моря в реку Нижний Выг.
Населённые пункты на реке отсутствуют.
Код объекта в государственном водном реестре — 02020001312202000006526.